# São Domingos (Bahia)
São Domingos is een gemeente in de Braziliaanse deelstaat Bahia. De gemeente telt 9.730 inwoners (schatting 2009).

## Aangrenzende gemeenten
De gemeente grenst aan Conceição do Coité, Gavião, Nova Fátima, Retirolândia, Riachão do Jacuípe, Santaluz en Valente.